# Mello (personaggio)
Mihael Keehl (ミハエル・ケール?, Mihaeru Kēru), vero nome di Mello (メロ?, Mero), è un personaggio del manga e anime Death Note, creato da Tsugumi Ōba e Takeshi Obata.
È insieme a Near uno dei principali candidati a succedere a Elle.

## Biografia del personaggio
Mello è uno degli orfani allevati alla Wammy's House di Watari allo scopo di trovare un successore a Elle. Nei test dell'istituto si classificava sempre secondo alle spalle di Near, nei confronti del quale sviluppa un grande complesso d'inferiorità. I due vengono convocati dopo la morte di Watari ed Elle dal nuovo direttore dell'orfanotrofio, Roger, che li invita a collaborare per risolvere il caso Kira, ma Mello rifiuta categoricamente l'aiuto del rivale e avvia l'indagine con mezzi propri, lasciando per sempre l'orfanotrofio. Cinque anni dopo, all'età di vent'anni, è entrato a far parte di un'organizzazione mafiosa.
Avendo saputo che il quartier generale giapponese, diretto da Light Yagami, possiede una copia del quaderno, organizza il rapimento del direttore Kanichi Takimura, con l'obiettivo di scambiare l'ostaggio con l'arma. Quando Takimura muore suicida, manipolato da Kira, Mello decide di rapire al suo posto Sayu Yagami. Nel frattempo aveva sfruttato le sue abilità investigative per entrare in una gang criminale americana e aiutarla a sgominare i rivali, guadagnandosi il rispetto dei mafiosi sebbene al tempo avesse solo diciotto anni. Dopo avere ottenuto il Death Note lo usa subito per eliminare quanti più membri possibili dell'SPK, in modo da ostacolare Near che ne era a capo. Improvvisamente fa la sua comparsa nel mondo degli umani Shidoh, lo shinigami a cui apparteneva il quaderno di cui si era impossessato Ryuk, determinato a farselo restituire: Mello, per niente colpito dall'essere soprannaturale, lo convince a collaborare con lui e l'altro, intimorito dalla sua mancanza di rispetto, accetta. Il primo raid organizzato dal governo americano e dalla polizia giapponese per stanarlo fallisce proprio a causa dell'intervento di Shidoh, che aiuta i criminali a sterminare tutta la squadra d'assalto tramite il quaderno. Mello e gli altri sono costretti però a traslocare in un nuovo covo.
Light organizza un nuovo piano che, con il supporto di Ryuk e il quaderno nelle mani di suo padre, Soichiro Yagami, ha successo e porta alla morte di tutti i mafiosi nel covo; l'unico a salvarsi è Mello, il quale però si fa vedere in volto da Soichiro, che ne scopre il nome grazie agli occhi che aveva scambiato con Ryuk. Da questo momento Light ne conosce il nome e il volto, tramite un identikit, che non basta tuttavia a ucciderlo. Mello fa esplodere la sua stessa base per aprirsi una via di fuga, causando la morte di Soichiro Yagami e procurandosi una ustione di secondo grado sul lato sinistro del volto. Per una settimana si rifugia a casa di Halle Lidner, un membro dell'SPK che accetta di collaborare con lui e passargli informazioni all'insaputa di Near. La mossa successiva del giovane è recarsi al quartier generale di Near per riprendersi l'unica foto che lo ritraeva; in cambio rivela che alcune regole del quaderno sono false. Subito dopo inganna entrambi i rivali mandando Mogi nella base di Near, per studiare le reazioni di Elle: anche Mello infatti sospetta che Light Yagami sia Kira.
Da questo punto si defila, continuando però a sorvegliare Misa Amane assieme all'amico Matt, un altro ragazzo della Wammy's House con il vizio del fumo e la passione per i videogiochi, incaricato di sorvegliare la base operativa dell'NPA. Si spostano assieme a tutti gli altri in Giappone, dove organizzano il rapimento di Kiyomi Takada, la portavoce di Kira: nel corso dell'azione, però, Matt viene ucciso dagli uomini della scorta mentre Mello viene visto in volto dalla donna, che lo elimina con delle pagine del quaderno che nascondeva nel reggiseno. 
Il contributo di Mello nella scoperta dell'identità di Kira, ossia Light Yagami, rimane però fondamentale. Come viene infatti riferito da Near durante l'ultimo episodio della serie animata, Mello si è volontariamente mostrato in volto, permettendo a Takada di scrivere il suo nome sul frammento di carta del Death Note nascosto, in modo da far sì che Teru Mikami, la mano di Kira, uccidesse a sua volta Takada, scrivendo il suo nome sul quaderno. In questo modo, Near è stato in grado di riconoscere e distinguere il vero quaderno dal falso quaderno (il nome di Takada non compariva sul falso quaderno) e ha permesso a Stephen Gevanni, membro dell'SPK, di rimpiazzare completamente le pagine del quaderno di Mikami con false pagine. Se non si fosse accorto del falso quaderno grazie all'aiuto di Mello, Near sarebbe morto insieme a tutti i membri dell'SPK e della polizia giapponese nel momento in cui Mikami scrisse i nomi sul quaderno dopo la cattura di Light. 
L'ipotesi riguardo alla consapevolezza di Mello rispetto a quello che stesse facendo sono poi confermate da una telefonata effettuata proprio da Mello all'indirizzo di Halle Lidner, pochi momenti prima della sua morte, in cui il detective afferma con un tono distaccato e risoluto di saper cosa deve fare per permettere a Near di sconfiggere Kira. Near dirà che individualmente, né lui né Mello sarebbero mai stati in grado di battere Kira, ma unendo le forze sono stati capaci di uguagliare Elle e, addirittura, superarlo.
Mello è anche l'autore del romanzo spin-off Another Note: Il serial killer di Los Angeles, in cui racconta del caso più intricato risolto da Elle.

## Caratterizzazione
Mello è nato il 13 dicembre 1989, è alto 1,71 m e pesa 52 kg. Ha una passione particolare per il cioccolato. L'irruenza e la temerarietà sono altri tratti caratteristici del personaggio: pur di salvarsi è disposto a fare saltare in aria la base in cui lui stesso si trova. Non esita inoltre ad allearsi con i criminali pur di identificare Kira e ciò fa di Mello stesso un criminale (è stato infatti incriminato per il rapimento del capo della polizia giapponese e della sorella di Light).
Durante l'esplosione della sua base rimane ferito al volto: in seguito il suo volto sarà deturpato da una cicatrice diagonale che va dall'occhio sinistro al lato sinistro della mandibola.